# Aero L-60
Die Aero L-60 „Brigadýr“ ist ein leichtes Mehrzweckflugzeug aus der Tschechoslowakei. Es erschien Mitte der 1950er Jahre und wurde an mehrere Staaten des Ostblocks sowie nach Ägypten, Argentinien (als „El Langostero“), Kuba und andere exportiert. Sie fungierte hauptsächlich als Agrarflugzeug in der Land- und Forstwirtschaft, konnte jedoch auch als Schul-, Sanitäts-, Luftbild- und Reiseflugzeug eingesetzt werden. Bis heute findet die L-60 als Schleppmaschine für Segelflugzeuge und Fallschirmspringer-Absetzflugzeug in Aeroklubs Verwendung.

## Entwicklung

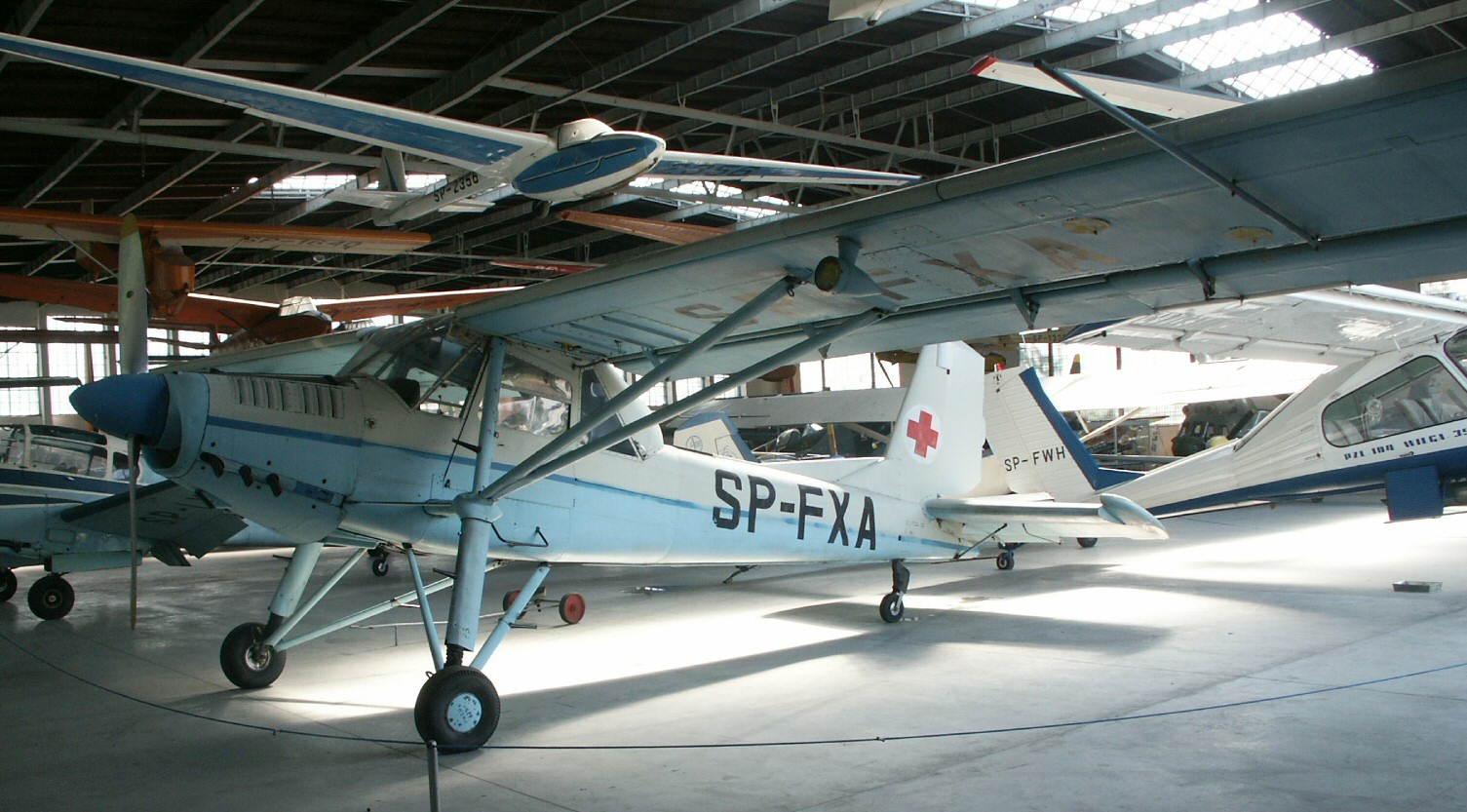
Sanitätsversion der L-60 im Polnischen Luftfahrtmuseum

Die ersten Entwürfe stammen von Ondřej Nemec und entstanden 1951, um einen Nachfolger der K-65 „Čáp“, der tschechoslowakischen Ausführung der deutschen Fieseler Storch, zu entwickeln. Der Prototyp XL-60/01 (Kennzeichen 010) flog erstmals 1953, noch ausgerüstet mit einem Argus As-10C-Motor mit 240 PS (177 kW) Startleistung. 1953 übernahm Zdenék Rublič die Entwicklungsarbeiten. Die zweite XL-60 (Kennzeichen OK-JEA) mit dem in die Serienproduktion übernommenen M-208B-Triebwerk startete erstmals am 22. März 1955. Sie war mit einer Luftschraube V-411 sowie einem 300-kg-Behälter für Chemikalien ausgestattet und erhielt den Beinamen „Brigadýr“. Der dritte Prototyp (Kennzeichen V-01) war eine militärische Ausführung mit einem 7,92-mm-MG 15 und Unterflügelaufhängungen für leichte Bomben.
Der Serienbau lief bis zum Ende der 1950er Jahre und endete nach der 273. Maschine. Hauptabnehmer waren neben den oben genannten die Tschechoslowakei, Jugoslawien, Polen, Rumänien sowie die Sowjetunion.

## Einsatz in der DDR

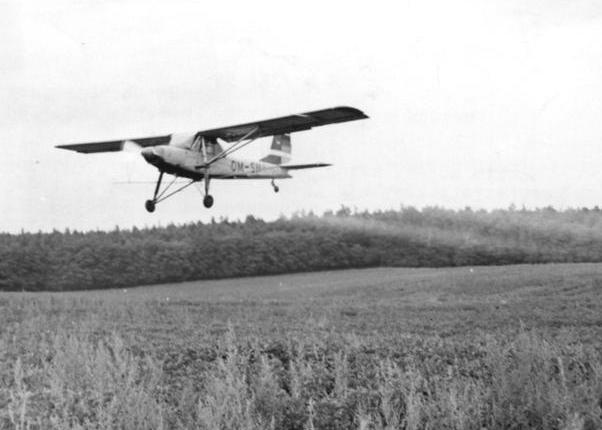
L-60 der DLH der DDR bei der Schädlingsbekämpfung, 1959

Die Wirtschaftsflugabteilung der Deutschen Lufthansa der DDR erhielt von März 1957 bis 1960 45 L-60. Sie wurden mit einem 400-kg-Chemikalienbehälter ausgestattet und für Agrarflüge eingesetzt, aber auch für Schulaufgaben (mit Doppelsteuerung), Verbindungsflüge und den Bannerschlepp. 1962 gab die NVA 20 L-60 aus ihrem Bestand an den Agrarflug ab. 1963 wurden die Flugzeuge von der neu gegründeten Interflug-Betriebsabteilung Agrarflug übernommen. Sie wurden ab 1967 allmählich durch die Z-37 Čmelak ersetzt. Von den 65 im Agrarflug eingesetzten L-60 gingen 30 Maschinen durch Flugunfälle verloren.
Die NVA erhielt Anfang 1960 20 L-60 der Militärversion K-60 mit Funkkompass und KW-/UKW-Funkgeräten. Anfangs bei der Transportfliegerschule Dessau geflogen, wurden aus den K-60 zwei Staffeln des TAG-17 (Transportfliegerausbildungsgeschwader) gebildet und in Garz/Heringsdorf stationiert. Sie wurden zur Schulung und für Kurierflüge genutzt und schon 1962 an die Lufthansa abgegeben.
Die GST der DDR beschaffte 1960 13 L-60 und setzte sie ab April des Jahres als Absetzflugzeug für Fallschirmspringer ein. Dazu wurden den Flugzeugen die Sitze und die rechte Einstiegsluke entfernt. Sie wurden in dieser Funktion jedoch relativ schnell durch die An-2 ersetzt, weil es beim Sprung wegen des niedrig angesetzten Höhenleitwerks und eines sich vorzeitig öffnenden Schirms in den Jahren 1966 und 1968 zu zwei schweren Unfällen gekommen war. Eine weitere Aufgabe war der Segelflugschlepp.
In den Jahren 1973/74 wurden die letzten der 78 L-60 der DDR außer Dienst gestellt.

## Aufbau
Die L-60 war ein abgestrebter Schulterdecker in Ganzmetall-Schalenbauweise, nur die Ruder des Leitwerks und die Tragfläche zwischen den beiden Holmen waren stoffbespannt. Die trapezförmige Tragfläche hatte Vorflügel über die gesamte Spannweite und Spaltlandeklappen, die miteinander gekoppelt waren. Sie war mit Streben sowohl mit dem Rumpf als auch mit dem starren Hauptfahrwerk verbunden. Das Leitwerk bestand aus einer Metallkonstruktion mit im Flug verstellbarer Höhenflosse. Im Winter konnten statt der Niederdruck-Bereifung von 500 × 180 mm Schneekufen montiert werden. Das Spornrad war öldruckgefedert und hatte eine selbstständige Zentriervorrichtung.

## Versionen
| Bezeichnung         | Merkmale |
| XL-60/01–03         | Drei zivile und militärische Prototypen mit verschiedenen Motoren (siehe Text). |
| L-60A               | Militärische Serienversion, die aus dem dritten Prototyp (Erstflug: 28. Juli 1955) entwickelt wurde. Sie war mit einem beweglichen, nach hinten schießenden 7,92-mm-MG 15 und Außenlaststationen unter den Tragflächen für die Mitnahme zweier 125-kg-Bomben ausgerüstet, außerdem mit Kameraausrüstung und Scheinwerfer unter dem linken Flügel. Sie wurde von 1958 bis 1968 in der tschechoslowakischen Armee als Kurier- und Verbindungsflugzeug unter der Bezeichnung K-60 eingesetzt. |
| L-60B               | Mit einem 350- oder 400-Liter-Tank zum Versprühen von Insektiziden und Pflanzenschutzmitteln ausgestattete Landwirtschaftsversion. Es gab drei Haupt- und sieben Untervarianten mit verschiedenen Sprühgeräten. Die Passagiersitze entfielen. |
| L-60C               | Ausführung für den Sportflug mit bis zu vier Mann Besatzung. Sie konnte in kürzester Zeit zum Krankentransport umgerüstet werden. Durch Aushängen der rechten Tür konnte die C als Fallschirmspringerabsetzflugzeug genutzt werden. |
| L-60D               | Schleppflugzeug für bis zu zwei Segelflugzeuge. Im Hinterteil der Kabine befand sich eine Winde für das 60-Meter-Schleppseil. |
| L-60E               | Version zur Krankenbeförderung mit zwei übereinander angebrachten Tragen und einem Notsitz für den medizinischen Betreuer. |
| L-60F               | Militärisches Verbindungsflugzeug wie die L-60C, jedoch ohne deren Umrüstmöglichkeit zum Sanitätsflugzeug. Einige F flogen als VIP-Transporter mit komfortablerer Innenausstattung, Kabinenheizung und Nachtflugausrüstung. |
| L-60S               | Version mit leistungsstärkerem Sternmotor Iwtschenko AI-14R. Ab 1960 bauten Bulgarien und Ungarn solchermaßen ihre L-60 um, später zog die ČSSR nach. |
| L-160, L-260, L-360 | Projektentwürfe mit anderen Motoren, teilweise veränderten Rümpfen, Kabinen, Leitwerken usw. Keines wurde realisiert, 1958 erfolgte der endgültige Abbruch. |

## Nutzer

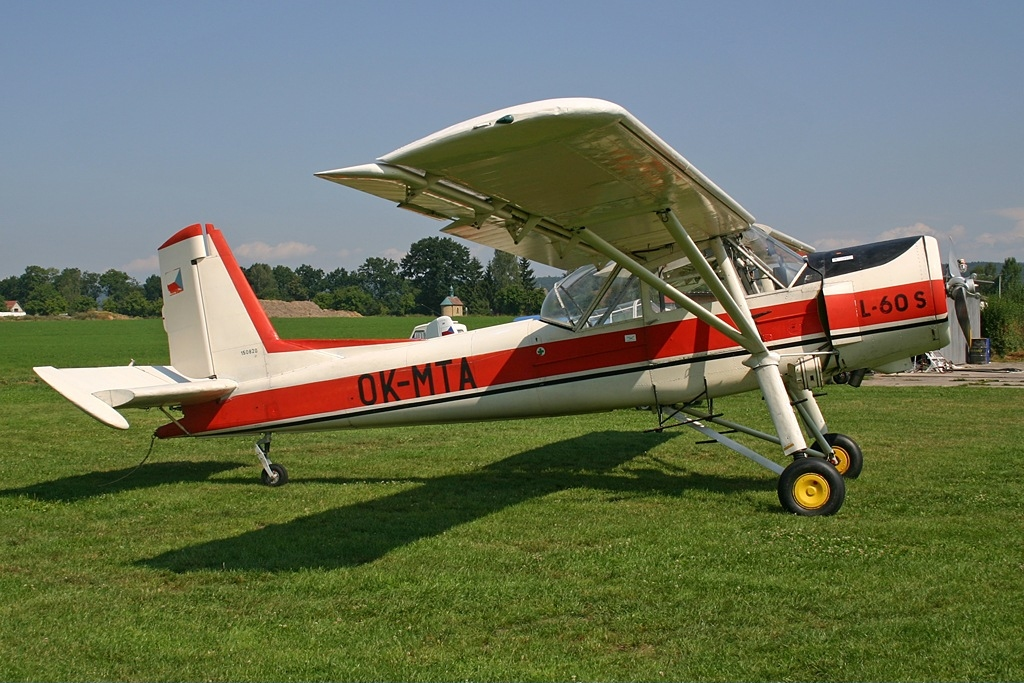
Mit Sternmotor ausgerüstete L-60S, 2007

### Militärische Nutzer
- Ägypten: 10[5]
- Bulgarien: von 1969 bis 1983[6]
- Deutsche Demokratische Republik: 20 von 1960 bis 1962[7]
- Rumänien: 1+[8]
- Tschechoslowakei: 56

### Zivile Nutzer
- Ägypten
- Argentinien
- Bulgarien
- Kuba
- Deutsche Demokratische Republik: insgesamt 58 von 1957 bis maximal 1974 bei DLH und GST + 20 aus NVA-Bestand ab 1962[7]

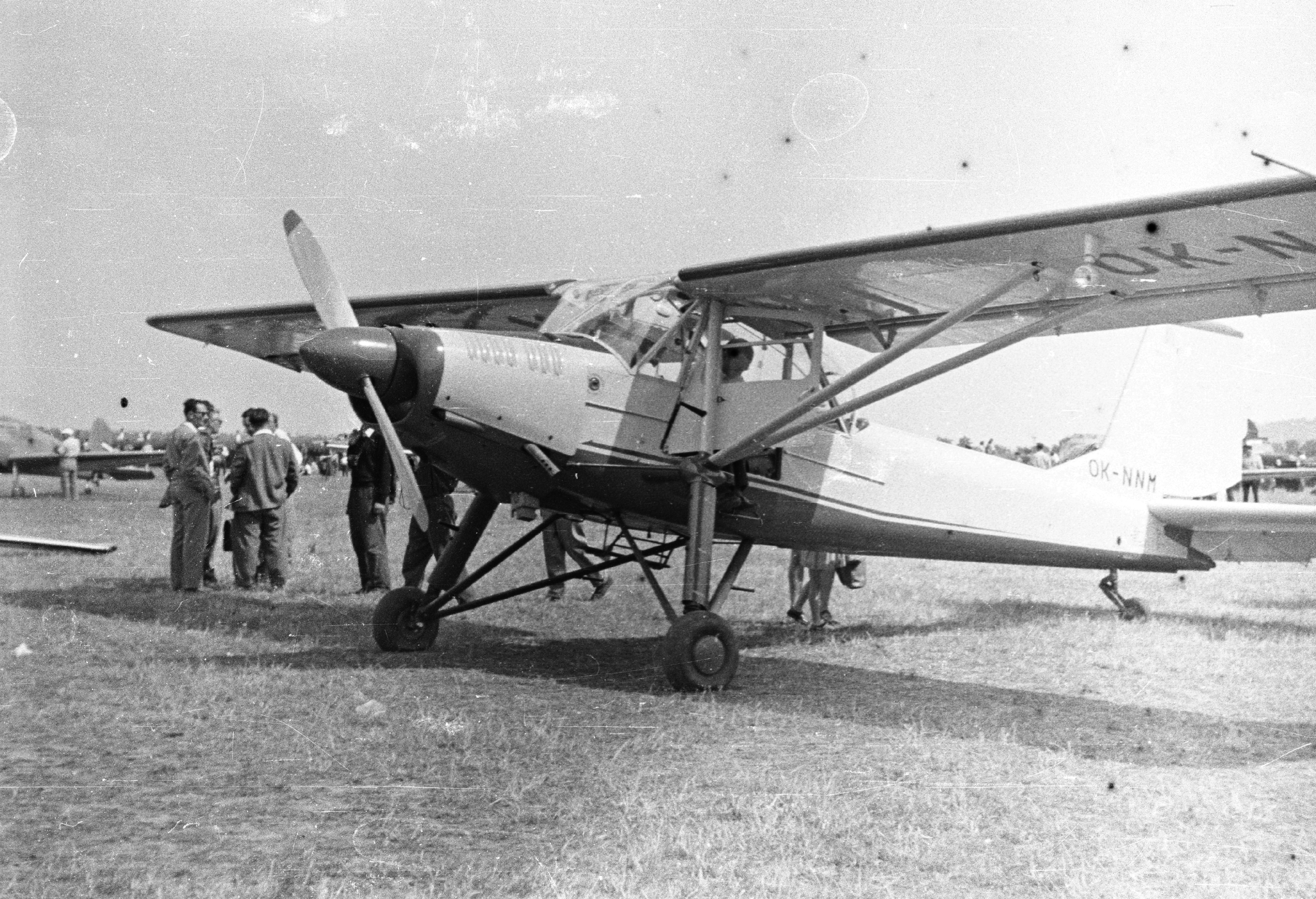
Tschechoslowakische L-60 (OK–NNM), 1959

- Deutschland
- Jugoslawien
- Österreich
- Polen
- Rumänien
- Schweiz
- Sri Lanka
- Sowjetunion
- Syrien
- Tschechoslowakei
- Ungarn
- Vereinigte Staaten

## Technische Daten

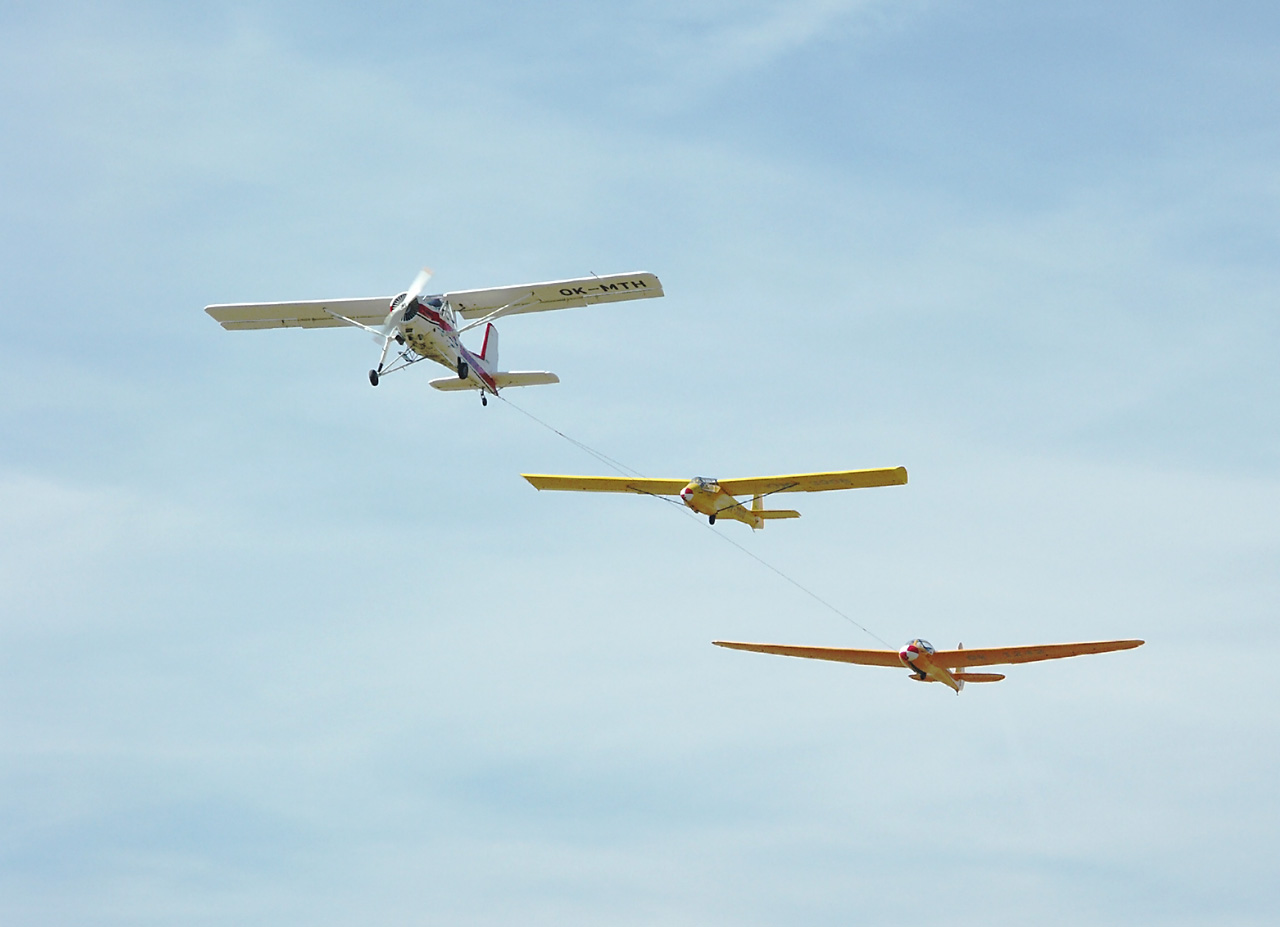
L-60S beim Schleppen von Let LF-109 Pionýr (vorn) und Zlín LG-130 Kmotr

| Kenngröße                                | Daten |
| ---------------------------------------- | --- |
| Hersteller                               | Aero |
| Baujahre                                 | 1955–60er                                                                                                   |
| Besatzung / Passagiere                   | 1 / 2–3 |
| Länge                                    | 8,80 m |
| Spannweite                               | 13,96 m |
| Höhe                                     | 2,72 m |
| Flügelfläche                             | 24,30 m² |
| Flügelstreckung                          | 8,0 |
| Profil                                   | NACA 4412                                                                                                   |
| Leermasse                                | 968 kg |
| Startmasse                               | 1420 kg |
| Flächenbelastung                         | 58,5 kg/m²                                                                                                  |
| Leistungsbelastung                       | 6,40 kg/m²                                                                                                  |
| Antrieb                                  | ein luftgekühlter 6-Zylinder-Boxermotor Praga Doris M-208B mit Zweiblatt-Verstellpropeller V-411 (ø 2,70 m) |
| Startleistung Nennleistung Reiseleistung | 220 PS (162 kW) bei 3000/min−1 200 PS (147 kW) bei 2900/min−1 180 PS (132 kW) bei 2800/min−1                |
| Verbrauch                                | 48 l/h bei Reisegeschwindigkeit                                                                             |
| Höchstgeschwindigkeit                    | 193 km/h |
| Reisegeschwindigkeit                     | 175 km/h |
| Landegeschwindigkeit                     | 75 km/h |
| Mindestgeschwindigkeit                   | 52 km/h |
| Steiggeschwindigkeit                     | 4,4 m/s |
| Steigzeit                                | 4,3 min auf 1000 m Höhe 17,5 min auf 3000 m Höhe                                                            |
| Dienstgipfelhöhe                         | 4500 m |
| Reichweite                               | 720 km |
| Flugdauer                                | 7 h |
| Startstrecke bis 15 m Höhe               | 225 m |
| Landestrecke mit Klappen                 | 195 m |
| Start-/Landerollstrecke                  | 90 m / 75 m                                                                                                 |